# The 5.6.7.8's
The 5.6.7.8's es una banda japonesa de rock formada en 1986 en la ciudad de Tokio. 
Es conocida solamente por realizar versiones y en específico por las versiones de The Rock-A-Teens y The Ikettes: "Woo-Hoo" y "I'm Blue (The Gong-Gong Song)".
El grupo es conocido por una breve aparición en la película de 2003 Kill Bill Volume 1, dirigida por Quentin Tarantino, que se muestran tocando en un izakaya.

## Integrantes

### Formación actual
- Yoshiko "Ronnie" Fujiyama - vocal, guitarra
- Sachiko Fujii - batería
- Akiko Omo - bajo

### Exintegrantes
- Yoshie - bajo
- Rico - guitarra
- Mikako - bajo
- Eddie - guitarra
- Aya - guitarra
- Yoshiko "Yama" Yamaguchi - bajo

## Discografía

### Álbumes de estudio
- 1991: "The 5.6.7.8's Can't Help It!"
- 1994: "The 5.6.7.8.'s"
- 1996: "Bomb the Twist"
- 1997: "Pin Heel Stomp"
- 2002: "Teenage Mojo Workout"
- 2014: "Tanuki Goten"

### Compilaciones
- 2003: Bomb the Rocks: Early Days Singles
- 2003: Golden Hits of The 5.6.7.8's
- 2011: Live at Third Man